# Pernagera gatliffi
Pernagera gatliffi är en snäckart som först beskrevs av Madeleine Gabriel 1930.  Pernagera gatliffi ingår i släktet Pernagera och familjen Charopidae. IUCN kategoriserar arten globalt som sårbar. Inga underarter finns listade i Catalogue of Life.